# Premio Nacional de Cultura Magón
El Premio Nacional de Cultura Magón es el reconocimiento más importante que otorga el Gobierno de Costa Rica por medio del Ministerio de Juventud, Cultura y Deportes a un ciudadano o ciudadana en reconocimiento a la labor de una vida en el campo de la cultura. Fue creado por Ley 2901 de 1961 y modificado por Ley 7345 de 1993 y está reconocido en el Portal de la Cultura de América Latina y del Caribe. La Sala Magón localizada en el Centro Nacional de la Cultura (CENAC) reúne la galería de premiados.
Tradicionalmente, se le ha considerado el más alto honor que se le puede otorgar a un artista o intelectual costarricense. El nombre del premio es un homenaje al escritor costarricense Manuel González Zeledón, conocido por su seudónimo de Magón. El premio se otorga cada año desde 1962.
| Año  | Ganador                                            | Profesión                                                                           |
| ---- | -------------------------------------------------- | ----------------------------------------------------------------------------------- |
| 2022 | José María Gutiérrez Gutiérrez                     | Licenciado en Microbiología y Química Clínica y Doctor en Ciencias de la Fisiología |
| 2021 | Arabella Salaverry Prado Fernando Carballo Jiménez | Escritora Pintor                                                                    |
| 2020 | Juan Luis Rodríguez Sibaja                         | Artista plástico                                                                    |
| 2019 | Isabel Campabadal                                  | Chef                                                                                |
| 2018 | José Sancho                                        | Escultor                                                                            |
| 2017 | José León Sánchez                                  | Escritor                                                                            |
| 2016 | Juan Jaramillo Antillón                            | Médico y Escritor                                                                   |
| 2015 | Ronald Bonilla                                     | Poeta                                                                               |
| 2014 | Miguel Ángel Quesada Pacheco                       | Lingüista                                                                           |
| 2013 | Julieta Dobles                                     | Poetisa                                                                             |
| 2012 | Yadira Calvo Fajardo                               | Escritora                                                                           |
| 2011 | Rodrigo Gámez Lobo Rogelio López                   | Científico Bailarín                                                                 |
| 2010 | Ólger Villegas                                     | Escultor                                                                            |
| 2009 | Virginia Pérez Johnston                            | Artista y Curadora                                                                  |
| 2008 | Rafael Ángel García                                | Pintor                                                                              |
| 2007 | María Eugenia Dengo                                | Educadora                                                                           |
| 2006 | Laureano Albán                                     | Poeta                                                                               |
| 2005 | Eugenio Rodríguez Vega                             | Historiador                                                                         |
| 2004 | Carlos Aguilar Piedra                              | Arqueólogo                                                                          |
| 2003 | Hilda Chen Apuy Espinoza                           | Culturóloga y Escritora                                                             |
| 2002 | Rafael Ángel Fernández Piedra                      | Pintor                                                                              |
| 2001 | María Eugenia Bozzoli Vargas                       | Antropóloga                                                                         |
| 2000 | Benjamín Gutiérrez Sáenz                           | Compositor y Pianista                                                               |
| 1999 | Alfonso Chase                                      | Escritor                                                                            |
| 1998 | Daniel Gallegos Troyo                              | Dramaturgo y Novelista                                                              |
| 1997 | Jorge Charpantier García                           | Poeta                                                                               |
| 1996 | Julieta Pinto                                      | Escritora                                                                           |
| 1995 | Lola Fernández Caballero                           | Pintora                                                                             |
| 1994 | Carlos Enrique Vargas Méndez                       | Compositor                                                                          |
| 1993 | Carlos Meléndez Chaverri                           | Historiador                                                                         |
| 1992 | Néstor Zeledón Guzmán                              | Escultor                                                                            |
| 1991 | Arnoldo Herrera González                           | Educador                                                                            |
| 1990 | Dinorah Bolandi Jiménez                            | Pintora                                                                             |
| 1989 | Fernando Centeno Güell                             | Pedagogo y Poeta                                                                    |
| 1988 | Guido Sáenz González                               | Pintor, Músico                                                                      |
| 1987 | Luis Ferrero Acosta                                | Ensayista                                                                           |
| 1986 | Carmen Naranjo                                     | Escritora                                                                           |
| 1985 | Alfredo Cardona Peña                               | Escritor                                                                            |
| 1984 | Arturo Agüero Chaves                               | Filólogo y Poeta                                                                    |
| 1983 | José Basileo Acuña Zeledón                         | Poeta                                                                               |
| 1982 | Juan Manuel Sánchez Barrantes                      | Escultor                                                                            |
| 1981 | Manuel de la Cruz González Luján                   | Pintor                                                                              |
| 1980 | Isaac Felipe Azofeifa                              | Escritor                                                                            |
| 1979 | Rafael Obregón Loría                               | Historiador                                                                         |
| 1978 | Lilia Ramos Valverde                               | Escritora y Maestra                                                                 |
| 1977 | Rafael Lucas Rodríguez                             | Botánico y Dibujante Naturalista                                                    |
| 1976 | Alberto Cañas Escalante                            | Escritor                                                                            |
| 1975 | Joaquín Gutiérrez                                  | Escritor                                                                            |
| 1974 | Teodorico Quirós Alvarado                          | Pintor y Arquitecto                                                                 |
| 1973 | Francisco Zúñiga                                   | Escultor y Pintor                                                                   |
| 1972 | León Pacheco Solano                                | Escritor                                                                            |
| 1971 | Juan Rafael Chacón Solares                         | Escultor                                                                            |
| 1970 | Francisco Amighetti Ruiz                           | Pintor                                                                              |
| 1969 | Luis Felipe González Flores                        | Historiador                                                                         |
| 1968 | Fabián Dobles                                      | Escritor                                                                            |
| 1967 | José Marín Cañas                                   | Escritor                                                                            |
| 1966 | Carlos Luis Sáenz Elizondo                         | Escritor                                                                            |
| 1965 | Carlos Luis Fallas Hernán Peralta Quirós           | Escritor Historiador                                                                |
| 1964 | Carlos Salazar Herrera                             | Escritor, Escultor, Grabadista                                                      |
| 1963 | Julián Marchena                                    | Poeta                                                                               |
| 1962 | Moisés Vincenzi Pacheco                            | Filósofo y Escritor                                                                 |